# DsorDNE
I DsorDNE sono un gruppo nato a metà anni '80 a Torino, appartenenti alla scena di musica sperimentale italiana vicina alle sonorità della musica post-industriale. Il loro suono rievoca spesso atmosfere fantascientifiche tipiche di un certo space rock di derivazione psichedelica.

## Storia del gruppo
I DsorDNE nascono nel 1985 con la pubblicazione di Premonition 11, uno split con gli inglesi Legendary Pink Dots. La registrazione sarà poi ripubblicata nel 1987 su 7" da Snowdonia Dischi in allegato alla fanzine
Attualmente della vecchia formazione, solo Marco Milanesio porta avanti il progetto.

## Componenti
- Marco Milanesio
- Roberta Ongaro

## Produzioni

### Album
- 1988 - DsorDNE (Cassetta, autoprodotta)
- 1988 - Grafio Ricerca 002 (Cassetta, Hax - ristampa su CDr Lunhare nel 2008)
- 1989 - Grafio Ricerca 007 (Cassetta, Minus Habens records)
- 1990 - Libera Uscita (Cassetta, Hax)
- 1990 - È Un Sole (Cassetta, Snowdonia Dischi - Lp, Hax)
- 1992 - Carceri (Cassetta C40, Hax)
- 1994 - 24 O 25 Gru/o/mo (CD, Discordia, Hax)
- 2008 - Gru/o/mo (7xFile MP3, autoproduzione)

### Album Split
- 1987 - Premonition 11 (split con i Legendary Pink Dots -7"- Snowdonia Dischi)
- 1987 - Notturno (split con gli Sturm Und Drang -Cassetta- RV Tape Records)
- 1988 - 1983-1988 (split con i Novostj -Cassetta- Hax)
- 1989 - In Concerto A El Paso (split con Officine Schwartz -Cassetta- El Paso)

### DVD & Video
- 1989 - DsorDNE Video (VHS, autoproduzione)
- - A.P. (VHS, autoproduzione)

### Compilation
- 1987 - Frammenti - con il brano Al Contrario (cassetta Bekko Bunsen)
- 1989 - Tecnologie Del Movimento - con i brani Tecnologie Del Movimento e Love Is My Eversion (Lp, Hax)
- 1989 - Stati Di Tensione - con il brano Tensioni (Diffusione Del Germe) (Cassetta, Megamagomusic)
- 1991 - A Concert For The Brain - con il brano Interno (Cassetta C30, Out Of Depression)
- 1991 - Colonna D'Aria - con i brani Trasmissione In Radio / Teatro e Inseguendo La Notte II (Snowdonia Dischi)
- 1992 - Tecnologie Del Movimento II - con i brani Aria, Guardami e Aria Sensoemozionale (CD, Hax)
- 1993 - Luna Nera - con i brani La Fabbrica (7", Luna Nera)
- 1993 - Impulse Issue 5 - con il brano Orgasme III (Cassetta, Impulse)
- 1994 - Taste This 2 - con il brano Rimani (CD, Discordia)
- 1994 - Real Underground Vol.1&2 - con il brano Nel Vuoto Che Rimane (2xCassetta+ Box, Progressive Entertainment)
- 1996 - Sogni - con il brano Wilde (Live) (Cassetta, Dumbo)